# Llista de caos d'Europa
En aquest article només es mostra els noms oficials aprovats per la Unió Astronòmica Internacional (UAI).
Aquesta és una llista de chaoses amb nom d'Europa, una de les moltes llunes de Júpiter, descoberta per Galileo Galilei el 1610.

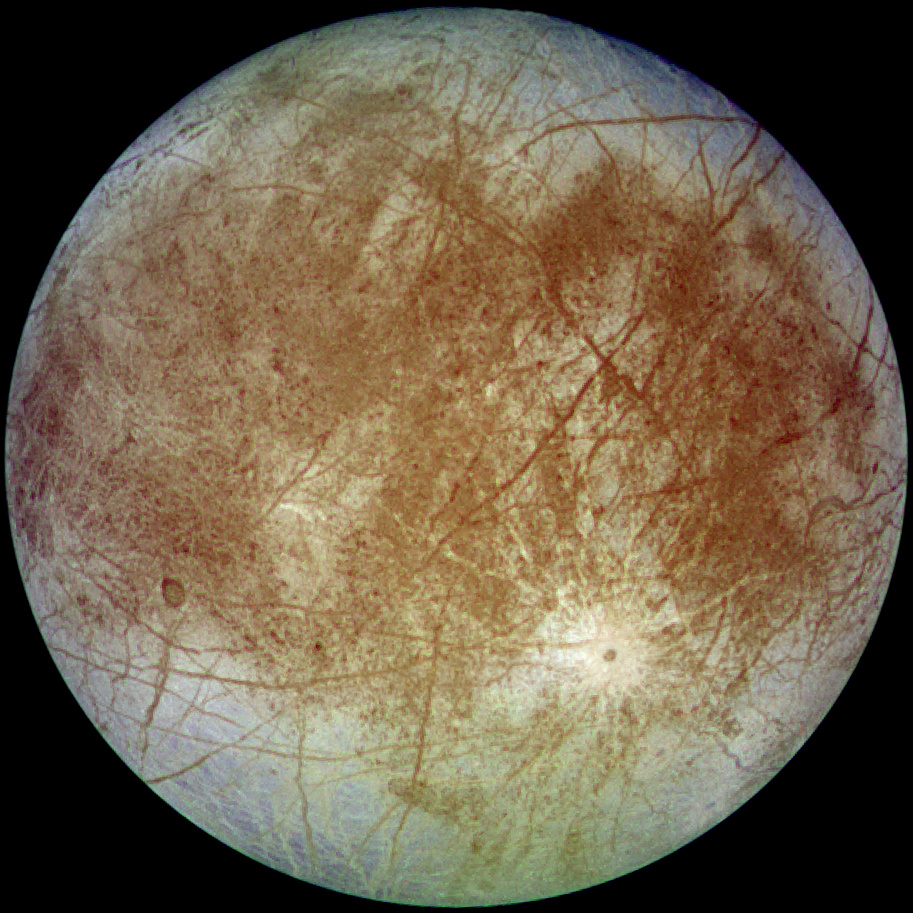
Imatge d'Europa (Júpiter ii)
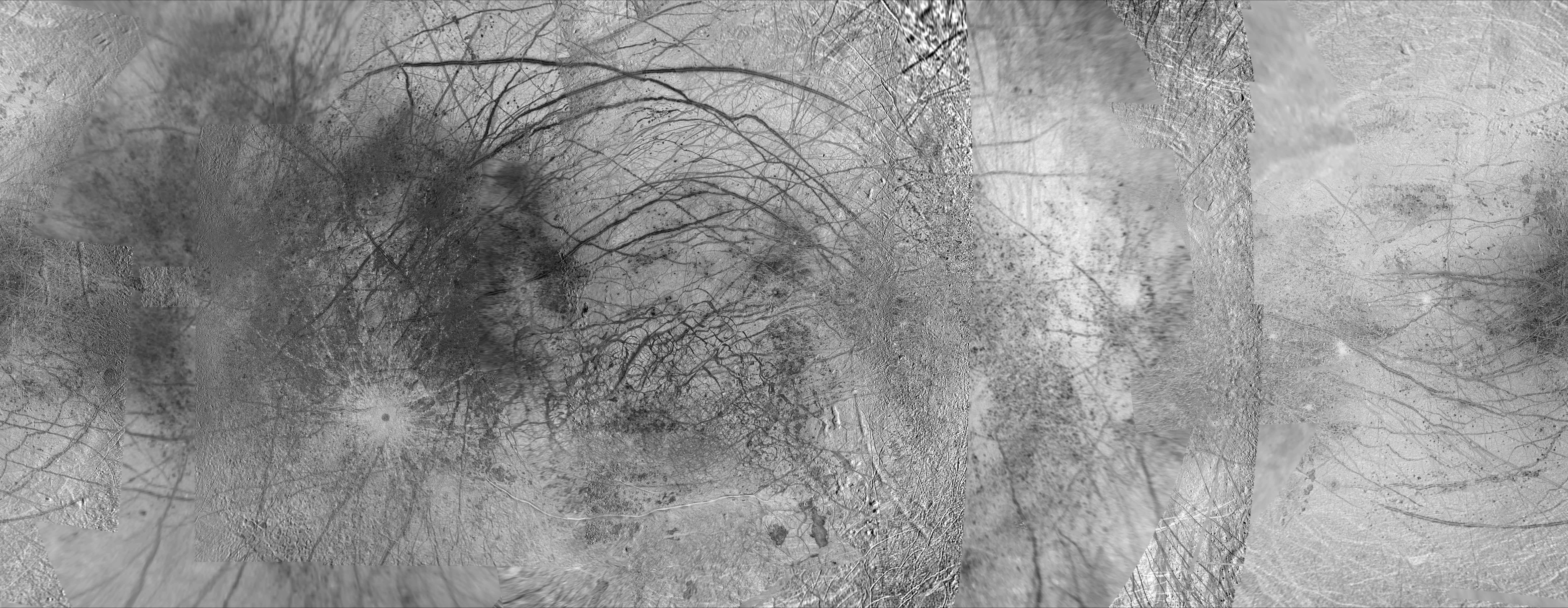
Mapa topogràfic d'Europa
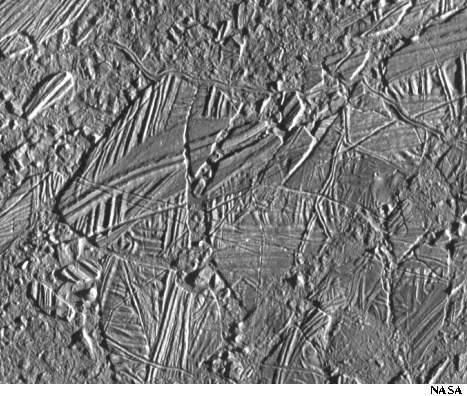
Imatge de chaos Conamara realitzat per la sonda espacial Galileo. Aquesta imatge té una longitud aproximada de 35 km

Aquestes estructures geològiques estan regulades per un procés cíclic de fusió i posterior solidificació del gel, o de la barreja entre el gel menys sòlid que surt de dins del satèl·lit i la superfície congelada. Els caos d'Europa consisteixen en plaques de gel d'origen recent disposades al voltant de blocs més antics, orientades de forma desordenada. Es creu que aquestes característiques constitueixen una evidència de l'existència d'un oceà líquid sota la superfície d'Europa.

## Llista
Els chaoses d'Europa tenen el nom de llocs de la mitologia irlandesa.
La latitud i la longitud es donen com a coordenades planetogràfiques amb longitud oest (+ Oest; 0-360).
| Chaos          | Coordenades                          | Diàmetre (km) | Epònim | Ref.  |
| -------------- | ------------------------------------ | ------------- | --- | ----- |
| Arran Chaos    | 13° 24′ N, 80° 30′ O / 13.4°N,80.5°O | 26,00         | Arran - Illa on Manannán tenia un palau.                                                                       | WGPSN |
| Conamara Chaos | 9° 42′ N, 272° 42′ O / 9.7°N,272.7°O | 143,70        | Conamara - Part accidentada d'Irlanda occidental que va ser nomenada per Conmac, fill de la reina de Connacht. | WGPSN |
| Murias Chaos   | 22° 24′ N, 83° 48′ O / 22.4°N,83.8°O | 116,00        | Murias - Una de les quatre grans ciutats de la Tuatha Dé Danann (la gent de la deessa Danu, els mags).         | WGPSN |
| Narberth Chaos | 26° S, 273° O / 26°S,273°O           | 20,00         | Narberth - Palau principal de Pwyll.                                                                           | WGPSN |
| Rathmore Chaos | 25° 24′ N, 75° 00′ O / 25.4°N,75°O   | 57,00         | Rathmore - Seu de Mongan, fill del déu marí Manannán.                                                          | WGPSN |